# Otto Jägermeier
Otto Jägermeier (* 29. Oktober 1870 in München; † 22. November 1933 in Zürich) ist ein fiktiver deutscher Komponist, Symphoniker und Musikethnologe. Als wissenschaftlicher Witz werden die teils widersprüchlichen Angaben über sein Leben und Werk vor allem in fingierten Lexikonartikeln fortgeschrieben. Vertreten ist er unter anderem im Riemann Musiklexikon und in Komponisten der Gegenwart.

## Leben
Otto Jägermeier wuchs in einem wohlhabenden Elternhaus auf. Sein Vater war Privatgelehrter und später Professor für Zoologie, der sich auf Entomologie spezialisiert hatte. Seine Mutter war sehr musikalisch und förderte ihren Sohn seit frühester Kindheit. Nach dem Abitur studierte Jägermeier am Konservatorium in München. Dort waren seine Lehrer und Vorbilder der nur neun Jahre ältere Ludwig Thuille und Joseph Gabriel Rheinberger. Thuille stammte aus Bozen, Rheinberger aus Vaduz, beide wirkten in München. Bedeutende Impulse empfing der junge Jägermeier auch von Peter Lohmann, einem einflussreichen Journalisten und Theoretiker der Musikfachpresse, den er in Leipzig kennen lernte. Lohmann stammte aus dem Bergischen Land; er lebte von 1856 bis zu seinem Tod 1907 in Leipzig.
Jägermeier verbrachte den Sommer des Jahres 1900 auf der Insel Texel. Hier schrieb er seine Texeler Elegien, in der Fachpresse später Texelegien genannt. Vom Frühjahr 1901 bis Herbst 1902 lebte Jägermeier auf Island. In dieser Zeit entstanden seine Sagalien, düstere Melodien, die an die isländischen Sagas angelehnt sind.
Jägermeiers Biografen sind sich einig, dass er schon früh mit seinen ungewöhnlich fiktiv-symphonischen Werken großes Aufsehen in den an Musik interessierten Kreisen des In- und Auslandes erregte. Im Mittelpunkt seines Schaffens stand als Generalthema die psychophysische Analyse des Menschseins. Ergreifende Beispiele dafür finden sich vor allem in dem Werk „Psychosen“, das die eigenhändige Widmung trägt: "Sigmund Freud in Verehrung zugeeignet"". Wenig galant war die Zuschreibung der Komposition von 1902 mit dem Titel „Der physiologische Schwachsinn des Weibes“. Dieses Werk widmete Jägermeier als Hochzeitsgabe Alma Mahler.
Weitere Reisen führten ihn in zahlreiche Länder Europas. In Köln lernte er beim Besuch eines Orgelkonzertes im Kölner Dom die Eheleute Ferdinand und Isabella Schmitz kennen. Jägermeier pflegte diese Bekanntschaft bis zu seinem Tod 1933.

### Madagaskar
Etwa um 1910 – ein genaues Jahr ist nicht bekannt – reiste Jägermeier erstmals nach Madagaskar. Nach mehreren Monaten kehrte er nach Europa zurück. Anfang 1915, der Krieg in Europa war doch nicht „Weihnachten zu Ende“, ließ sich der Vierundvierzigjährige dauerhaft auf Madagaskar nieder. Nach anfänglichen Schwierigkeiten als Deutscher in einer französischen Kolonie lebte er relativ unbehelligt achtzehn Jahre lang auf der Insel. Er studierte die einheimische Musik und fand auf der Basis gegenseitiger Achtung Zugang zu französischen Musikfreunden und einheimischen Künstlern. Intensiven Austausch pflegte er in den letzten Lebensjahren mit dem einheimischen Schriftsteller Jean-Joseph Rabearivelo, der selbst Texte für Volksopern schrieb.
Auf einer Urlaubsreise nach Europa starb Otto Jägermeier überraschend am 22. November 1933 in Zürich.

## Werke
- 1900: Texeler Elegien
- 1900: Psychosen (uraufgeführt in Breslau 1901. Der (nicht fiktive) Max Steinitzer behauptet 1906/07 in „Die Musik“, es sei eine Komposition des (fiktiven) Willi Tädde)
- 1900: Neun Fugen aus späterer Zeit
- 1901: Titanenschlacht
- 1902: Meerestiefe
- ca. 1910: Der physiologische Schwachsinn des Weibes
- ca. 1919: Concerto nostalgile
- ca. 1920: Im Urwald
- ca. 1925: Suite tananarivienne (eine Hymne auf die Hauptstadt Madagaskars, die damals Tananarive hieß)
- ca. 1930: Le Steinlaus apopoudobaliant
- Nachtgedanken (Heinrich Heine: Denk ich an Deutschland in der Nacht…): Jägermeier vertonte dieses berühmte Gedicht zwei Mal. Das erste Mal während seines Aufenthaltes auf Island, das zweite Mal in den 1920er Jahren auf Madagaskar. In einem Brief an das Ehepaar Schmitz im Februar 1928 erwähnt er beide Fassungen. Die zweite ist, wie er schreibt, „deutlich sonniger“. Eine Kopie dieses Briefes wird im Heinrich-Heine-Institut in Düsseldorf aufbewahrt.

## Nachlass
Otto Jägermeier, der nicht verheiratet war und auch keine Kinder hatte, deponierte den Großteil seiner Werke, Manuskripte, Briefe und sonstigen Dokumente aus den Jahren vor 1915 bei den Eheleuten Schmitz. Isabella Schmitz, die ihren Ehemann um einige Jahre überlebte, übergab den gesamten schriftlichen Nachlass 1936, also drei Jahre nach dem Tod des bedeutenden Komponisten, an das Historische Archiv der Stadt Köln. Vom Einsturz des Archivs am 3. März 2009 war auch der Nachlass Jägermeier in vollem Umfang betroffen. Eine Rettung von etwa 90 % des Archivgutes scheint möglich. Die Restaurierungsarbeiten sollen etwa dreißig bis fünfzig Jahre dauern.
Den Nachlass auf Madagaskar konnte der Wissenschaftler T. Sakarahnive noch Ende der 1950er Jahre, also vor der Unabhängigkeit des Inselstaates, für seine 1964 fertiggestellte Dissertation über L’influence madégasse sur la musique européenne („Der madagassische Einfluss auf die europäische Musik“) nutzen. Darin geht er dem Reiz des Exotischen in Jägermeiers Œuvre nach. Spätere Nachforschungen im Stadtarchiv der Hauptstadt Antananarivo (dem früheren Tananarive) führten zu keinem Ergebnis. Viele Aufzeichnungen Jägermeiers aus seinen letzten Lebensjahrzehnten gelten damit ebenfalls als verloren.
Die Arbeit Sakarahnives, der eine Vita Otto Jägermeiers seinen musiktheoretischen Betrachtungen voranstellte, enthält teilweise groteske Behauptungen. Demnach seien Bayern und Deutschland zwei verschiedene souveräne Staaten. Die Stadt München sei ein Stadtteil von Ottobrunn. Die letztgenannte wird als Geburtsort angegeben und soll der Grund für die Wahl des Vornamens Otto gewesen sein.

## Nachwirkungen
Nach seinem Tod 1933 wurde Jägermeier bald vergessen. Erst der Pianist Karl Betz und der Schriftsteller Herbert Rosendorfer, der wie Ludwig Thuille aus Bozen stammte, setzten sich für Otto Jägermeier und sein Werk ein. Der Kolumnist Hermann Unterstöger regte im Jahresrückblick 2012 der Süddeutschen Zeitung an, 2013 als Jägermeier-Jahr zu begehen. Anlass könnte der 80. Todestag des Komponisten sein. Dann könnte endlich auch die symphonische Dichtung Le Steinlaus apopoudobaliant uraufgeführt werden. Unterstöger relativierte jedoch seinen Vorschlag, indem er auf das Pilz-Jahr 1956 verwies, als Wolfgang Hildesheimer des hundertsten Todestages von Gottlieb Theodor Pilz gedachte.

## Sonstiges

### „Otto Jägermeier Society“
1984 wurde von einigen Persönlichkeiten des damaligen West-Berliner Musiklebens, darunter dem Komponisten und Musikwissenschaftler Wilfried W. Bruchhäuser, Hellmut Kotschenreuther, Musikkritiker des Tagesspiegels, und dem Dirigenten und Musiker Hans-Jürgen Roeber, die Otto Jägermeier Society Berlin e. V. gegründet. Über mehrere Jahre entwickelte sich eine rege Aktivität um den „Nachlass“ von Otto Jägermeier.
Der Verein, dem seitens des Berliner Senats zeitweise der Status der Gemeinnützigkeit zugestanden wurde, organisierte in den darauffolgenden Jahren zahlreiche Konzerte in Berlin, an denen u. a. mehrfach der Komiker Ingo Insterburg teilnahm.
Der Verein veröffentlichte mehrere Ausgaben der Ottomanie, nach eigenem Bekunden einer Zeitschrift „zur Wiederentdeckung und löblichen Beförderung zu Unrecht vernachlässigter oder dem Vergessen anheimgefallener Komponisten, zur kritischen Betrachtung bestehender sowie Erforschung und Erprobung alternativer Konzertformen“.

### Herbert Rosendorfer
Der Autor Herbert Rosendorfer (1934–2012) erwähnt in seinen Werken mehrfach Otto Jägermeier:
- Rosendorfers Buch Don Ottavio erinnert sich (1989) enthält den Aufsatz Der Einsiedler auf Madagaskar. Komponist Otto Jägermeier – eine Fiktion.[3]
- Rosendorfer lässt in seinem Roman Das Messingherz (1979) die Figur Jakob Schwalbe den Komponisten Jägermeier erfinden. Zitat (S. 37): So machte die Redaktion eines renommierten Musiklexikons den Fehler, Schwalbe zur Mitarbeit aufzufordern. Neben etwa hundert ernsthaften Artikeln über Musiker und Musikbegriffe schob er der Redaktion acht komplette Biographien über Musiker unter, die es nie gegeben hat. Er erfand … den neudeutschen Tondichter Otto Jägermeier, dessen – selbstverständlich auch erlogenen – Briefwechsel mit Richard Strauss er herausgab und von dem er in seinem Konzertzyklus ein (in Wirklichkeit von Schwalbe selbst komponiertes) unglaublich abstruses Tonstück für zwei Posaunen und Gitarre aufführen ließ.[3]
- In der Erzählung Ball bei Thod (1980) schreibt Rosendorfer: Zwischen den Schwalben in Armagnac und den flambierten Pferdeohren ließ sich der Hausherr dann herbei, einen 'Marche nocturne silencieuse' für Harfe solo des einstmals weltberühmten, später in Madagaskar bei Motivsuche verschollenen und nun zu Unrecht völlig vergessenen Komponisten Otto Jägermeier zu spielen. (S. 15)[3]
- Eine Wiederkehr widerfährt Otto Jägermeier als Tonsetzer Thremo Tofandor in Rosendorfers als „Roman“ bezeichneter Novelle Der Meister (2011).[4]

Rosendorfers Stammleser wussten also schon seit 1979, dass Otto Jägermeier eine fiktive Figur ist; durch den Aufsatz (1989) bekräftigte Rosendorfer dies.
Rosendorfer war zeit seines Berufslebens Richter. In juristischen Schriften gibt es einige fiktive Juristen, z. B. den Verfassungsrechtler Friedrich Gottlob Nagelmann und die OLG-Präsidentin Henriette Heinbostel.